# Жизнь, Вселенная и всё остальное
«Жизнь, Вселенная и всё остальное» (англ. Life, the Universe and Everything, 1982) — юмористический научно-фантастический роман английского писателя Дугласа Адамса. Третья часть серии книг «Автостопом по галактике».

## История
Идея романа базировалась на написанном ранее первом варианте сценария для научно-фантастического телесериала «Доктор Кто», не одобренного BBC и оставшегося без экранизации. Адамс адаптировал сценарий для телевизионной экранизации «Автостопом по галактике», но этот вариант также не был экранизирован. После окончания работ над романом Адамс, как и после второй книги, зарёкся продолжать серию.

## Сюжет
Роман начинается на древней Земле с пробуждением Артура Дента. После своего пробуждения (которое началось обычным для него шоком), Артур замечает в небе звездолёт. Некоторое время пребывая в ступоре, Артур всё-таки находит в себе силы подойти к нему ближе. Капитаном корабля является Долбаггер Удлинившийся Бесконечно — бессмертный инопланетянин, затеявший оскорбить всех жителей Вселенной по алфавиту. Вскоре после этого Артур встречается с Фордом, радар которого обнаружил неподалёку завихрение пространственно-временного континуума, через которое они могут попасть в другую эпоху земной истории. Визуально завихрение выглядело честерфилдовским диваном. После небольшой погони за ним герои неожиданно для себя оказываются на матче по крикету, который чуть позже посещают криккитские роботы в поисках одного из столпов Виккитских врат (игра слов, wicket - крикетная "калитка", содержит 3 столба). Там же Форда и Артура подбирает Слартибартфаст, который выполняет очень важную миссию — спасение Галактики от криккитян.
Криккитяне в очень давние времена задались целью уничтожить всю существующую Галактику, что говорит о них как о ярых ксенофобах. Но потом войска Галактики пересилили их и заточили на их планете Криккит в завремедляющей капсуле, которая закрывалась Виккитскими вратами. Врата после этого были уничтожены и разбросаны по пространству-времени. А теперь криккитские роботы, уцелевшие после полного разгрома основных сил, собирают части и готовятся открыть планету.
В ходе повествования Артур узнает что вот уже многие годы из-за него страдает неизвестное ему существо, называющее себя Аграджаг, которое всегда погибает именно из-за Дента. Именно Аграджаг был горшком с петуниями в книге «Автостопом по Галактике». Им же была корова из «Ресторана на краю Вселенной», и именно им же оказался несчастный зритель крикета, умерший от сердечного приступа во время появления героев на стадионе. Аграджаг сообщает Артуру, что тот умрёт на Бете Ставромолуса (об этом рассказывается в книге «В основном безвредна»).
Как бы ни старались герои, роботы собирают все части и открывают капсулу завремедления. Но всё же криккитские корабли не идут вновь в бой, и история заканчивается хеппи-эндом.
Артур, найдя Криккит подходящим для себя, остается на нём, где учит язык птиц и учится летать.

## Цензура
Это единственная книга из серии, подвергшаяся цензуре при публикации на территории США. Так, слово «asshole» было заменено на «kneebiter», «shit» — на «swut», но наиболее примечательным примером цензуры является ситуация, описываемая в главе 21, в которой Рори получает награду в номинации «Самое Необоснованное Использование Слова Fuck в Серьёзном Сценарии». В американской версии использовался вариант из оригинальной радиопостановки, в которой слово «Бельгия» описывается как «самое оскорбительное слово во всей Галактике».